# Közel-keleti ralibajnokság
A közel-keleti ralibajnokság (ismert még: MERC, Middle East Rally Championship) egy autóverseny-sorozat a Közel-Keleten. Az FIA szervezésében kerül lebonyolításra, első alkalommal 1984-ben rendezték meg. Rekordtartó Mohammed bin Szulajm a 14 bajnoki címével. Több pilóta került innen a rali-világbajnokságra, köztük Nászer el-Attija, 2006-os PCWRC-bajnok.

## Bajnokok
| Év   | Versenyző            | Versenyző autója |
| ---- | -------------------- | ---------------- |
| 2009 | Nászer el-Attija     | Subaru           |
| 2008 | Nászer el-Attija     | Subaru           |
| 2007 | Nászer el-Attija     | Subaru           |
| 2006 | Nászer el-Attija     | Subaru           |
| 2005 | Nászer el-Attija     | Subaru           |
| 2004 | Hálid al-Kászimi     | Subaru           |
| 2003 | Nászer el-Attija     | Subaru           |
| 2002 | Mohammed bin Szulajm | Ford             |
| 2001 | Mohammed bin Szulajm | Ford             |
| 2000 | Mohammed bin Szulajm | Ford             |
| 1999 | Mohammed bin Szulajm | Ford             |
| 1998 | Mohammed bin Szulajm | Ford             |
| 1997 | Mohammed bin Szulajm | Ford             |
| 1996 | Mohammed bin Szulajm | Ford             |
| 1995 | Abdullah Bakhashab   | Ford             |
| 1994 | Mohammed bin Szulajm | Ford             |
| 1993 | Hamed Al-Thani       | Toyota           |
| 1992 | Mamdouh Khayat       | Lancia           |
| 1991 | Mohammed bin Szulajm | Toyota           |
| 1990 | Mohammed bin Szulajm | Toyota           |
| 1989 | Mohammed bin Szulajm | Toyota           |
| 1988 | Mohammed bin Szulajm | Toyota           |
| 1987 | Mohammed bin Szulajm | Toyota           |
| 1986 | Mohammed bin Szulajm | Toyota           |
| 1985 | Saeed Al-Hajri       | Porsche          |
| 1984 | Saeed Al-Hajri       | Porsche          |

## Külső hivatkozások
- A bajnokság hivatalos honlapja
- A bajnokságról a RallyBase.nl honlapon